# Francesco von Mendelssohn
Francesco von Mendelssohn (Berlín, 6 de septiembre de 1901- Nueva York, 22 de septiembre de 1972) fue un violoncelista alemán y productor teatral.

## Infancia y juventud
Francesco von Mendelssohn era descendiente del filósofo Moses Mendelssohn. Sus padres eran Robert von Mendelssohn, banquero, coleccionista de arte y mecenas, y Giulietta Gordigiani, cantante y pianista e hija del célebre pintor florentino Michele Gordigiani. Francesco creció en un entorno extremadamente acomodado en Berlín-Grunewald. La villa familiar era lugar de encuentro de personalidades vinculadas al sector industrial, político y artístico y otras celebridades. Aprendió a hablar cuatro idiomas con fluidez, recibió clases de equitación y tenis, así como de violonchelo. 
Tras el fallecimiento de su padre en 1917; su hermana Eleonora von Mendelssohn se casó en 1919 con el pianista suizo Edwin Fischer y su madre regresó a Italia junto a su hermana pequeña, Angélica von Mendelssohn. Francesco decidió permanecer en Berlín y estableció su residencia en la villa familiar de Grunewald. Allí organizaba fiestas que eran famosas en toda la ciudad y que frecuentaban amigos como Yvette Guilbert, Artur Schnabel, Vladimir Horowitz, Gustaf Gründgens, Wilhelm Furtwängler, Paul Wegener, Fritz Kortner y Elisabeth Bergner. Francesco von Mendelssohn era un joven excéntrico, lleno de glamur, que vivía en sintonía con una ciudad en plena ebullición después de los años de la Primera Guerra Mundial y de la disciplina militar. Durante sus años de juventud, fue una de las celebridades más glamurosas de su época.

## Actividad musical y artística
Francesco von Mendelssohn no tenía la perspicacia empresarial de su familia, pero se sintió muy comprometido con su tradición cultural. Estudió música y violonchelo y fue alumno de Pablo Casals y de Arthur Williams, convirtiéndose en violonchelista profesional. A partir de 1920 comenzó a pasar largas temporadas en Italia, donde realiza algunos conciertos en compañía de su madre y en 1923 conoció al violoncelista Gaspar Cassadó. Junto a él y a Giulietta Gordigiani crearon "el trío Mendelssohn" con el que tocaron en diferentes conciertos entre 1923 y 1937. Francesco von Mendelssohn heredó de su padre el precioso violonchelo "Piatti" de Stradivarius y lo tocó en sus conciertos por Europa. Fue miembro del Cuarteto Klinger desde 1926 hasta su marcha involuntaria en 1929 y actuó como solista por toda Europa, así como junto al Cuarteto Busch, Rudolf Serkin y Conrad Hansen.   
A partir de 1930, su frustrada carrera como violonchelista profesional le llevó a probar suerte en el teatro, montando sus propias producciones de obras contemporáneas en Berlín y Leipzig. En 1933 organizó una reposición de la Ópera de los Tres Centavos en Nueva York junto con el director Erich Engel. 
En 1926 publicó un libro ilustrado en memoria de la gran diva del teatro italiano Eleonora Duse, amiga de la familia, y tradujo obras de Luigi Pirandello.

## Emigración a Nueva York
Abiertamente homosexual, Francesco abandonó Alemania pocos días antes de la llegada de Hitler al poder y en 1935 emigró a Estados Unidos junto a su hermana Eleonora von Mendelssohn, para comenzar una nueva vida en la ciudad de Nueva York. Allí vivió inicialmente en hoteles de Nueva York y trabajó como asistente de producción con Max Reinhardt. Más tarde adquirió una casa en la calle 83, donde retomó su hábito de organizar lujosas fiestas para los miembros de la élite artística, muchos de ellos emigrantes como él. Se mudó brevemente a Hollywood, pero en 1937 regresó a Nueva York, donde vivió el resto de su vida hasta su fallecimiento en 1972.
Francesco no pudo mantener el puesto de violonchelista que obtuvo en la orquesta de Arturo Toscanini gracias a su hermana Eleonora, amante del famoso director. Contratado por una orquesta provinciana de Texas durante los años cuarenta, se marchó tras sólo dos temporadas y media. En Estados Unidos, los hermanos dependían de las menguantes subvenciones de la Mendelssohn Family Foundation y de trabajos esporádicos. Aun así, hacen lo que pueden para ayudar a otros emigrantes a obtener visados estadounidenses. La enorme fortuna que los hermanos von Mendelssohn habían heredado de su padre banquero se vio muy mermada por las medidas antisemitas impuestas por los nazis que acompañaron en su emigración.
Francesco planeó escribir un libro sobre su familia, cuyos capítulos iban desde Moses Mendelssohn hasta sus propios amigos del siglo XX y del periodo del exilio. Tenía previsto dedicar un capítulo entero a la "divina" Eleonora Duse. Después de permanecer apátrida durante muchos años, Francesco intentó sin éxito obtener la nacionalidad estadounidense. Fue detenido en repetidas ocasiones por homosexualidad y embriaguez e ingresado en un psiquiátrico, donde fue sometido incluos a "terapia" de electrochoque.  

## Últimos años de vida
Francesco von Mendelssohn tenía un historial de melancolía anterior a su emigración. A partir de 1937 y a causa del exilio americano sufrió de depresión y de alcoholismo que lo llevaron a varias clínicas de desintoxicación. A veces se vio recluido en calabozos por "incidentes" y peleas en las que se veía envuelto. Sus crisis fueron haciéndose cada vez más frecuentes y graves, mientras su hermana, cada vez más débil, se esforzaba por cuidarle, sufragando los elevados costes de sus tratamientos.   
El final de la Segunda Guerra Mundial y de la Alemania nazi planteó la posibilidad de solicitar la restitución de la colección de arte de Robert von Mendelssohn que había permanecido en territorio del Reich. Francesco ya no estaba en condiciones de ocuparse del asunto y fue su hermana Eleonora von Mendelssohn quien viajó a Europa para intentar recuperar las obras de arte perdidas. Eleonora intentó conseguir, sin éxito, la restitución de las obras de arte mediante una combinación de peticiones de restitución, pero las autoridades alemanas y austríacas rechazaron las solicitudes.
En 1951, mientras Francesco se encontraba en el hospital, su hermana se quitó la vida. Francesco fue ingresado en la División Westchester del Hospital Presbiteriano de Nueva York, en White Plains. Jakob Goldschmidt, su abogado, no pagaba las deudas y presionaba a todo el mundo diciendo que mantenerle en aquel sanatorio costaba mucho dinero y que si seguía allí mucho tiempo acabaría dilapidando el dinero del su fideicomiso. Los costes de los tratamientos y los ingresos hospitalarios de Francesco iban en aumento y por eso los gestores de su patrimonio solicitaron al psiquiatra Edward R. Clemmens un informe para evaluar la necesidad del internamiento. Su sugerencia final fue mantenerlo permanentemente recluido con el fin de protegerle de eventuales complicaciones legales y/o ponerse en peligro.  
Su madre no se sentía capaz de ocuparse de él en Italia donde, además, según los gestores de Francesco, no se daban las garantías adecuadas para su estricta y segura reclusión. Cuando ella falleció, en 1957, se hicieron cargo de él Goldschmidt y Kempner, y posteriormente Horst Kurnik y Henry Lowenfeld. Gracias a ellos Francesco conoció a Lilly Wittels, que vivía en un piso muy grande próximo al Central Park y se encargó de cuidarle como a un niño, a cambio de una renta para pagar el alquiler y los gastos de manutención. A partir de 1960, Wittels le acompañó cada verano de viaje por Europa y cuando ella falleció, el 12 de junio de 1972, Francesco fue atendido por Horst Kurnik. De regreso de un viaje a Europa, Francesco se sintió mal y los médicos descubrieron que padecía un cáncer en estado muy avanzando. Fue trasladado al Hospital Santa Clara donde falleció el 22 de septiembre de 1972.  
En su apartamento, bajo la cama, encontraron su amado violonchelo Piatti, que había tocado hasta el final de sus días y que dejó en herencia a la Fundación Marlboro, creada por sus amigos Adolf Busch y Rudolf Serkin, para que fuera utilizado por los estudiantes. Esta última voluntad de Francesco se cumplió hasta 1978, cuando el patronato de la Fundación vendió el preciado instrumento y pasó a manos de su actual propietario, el violonchelista mexicano Carlos Prieto.  